# Linde (Peer)
Linde (vaak Linde-Peer genoemd, Limburgs: 't Lin) is een kerkdorp in de gemeente Peer in België.

## Toponymie

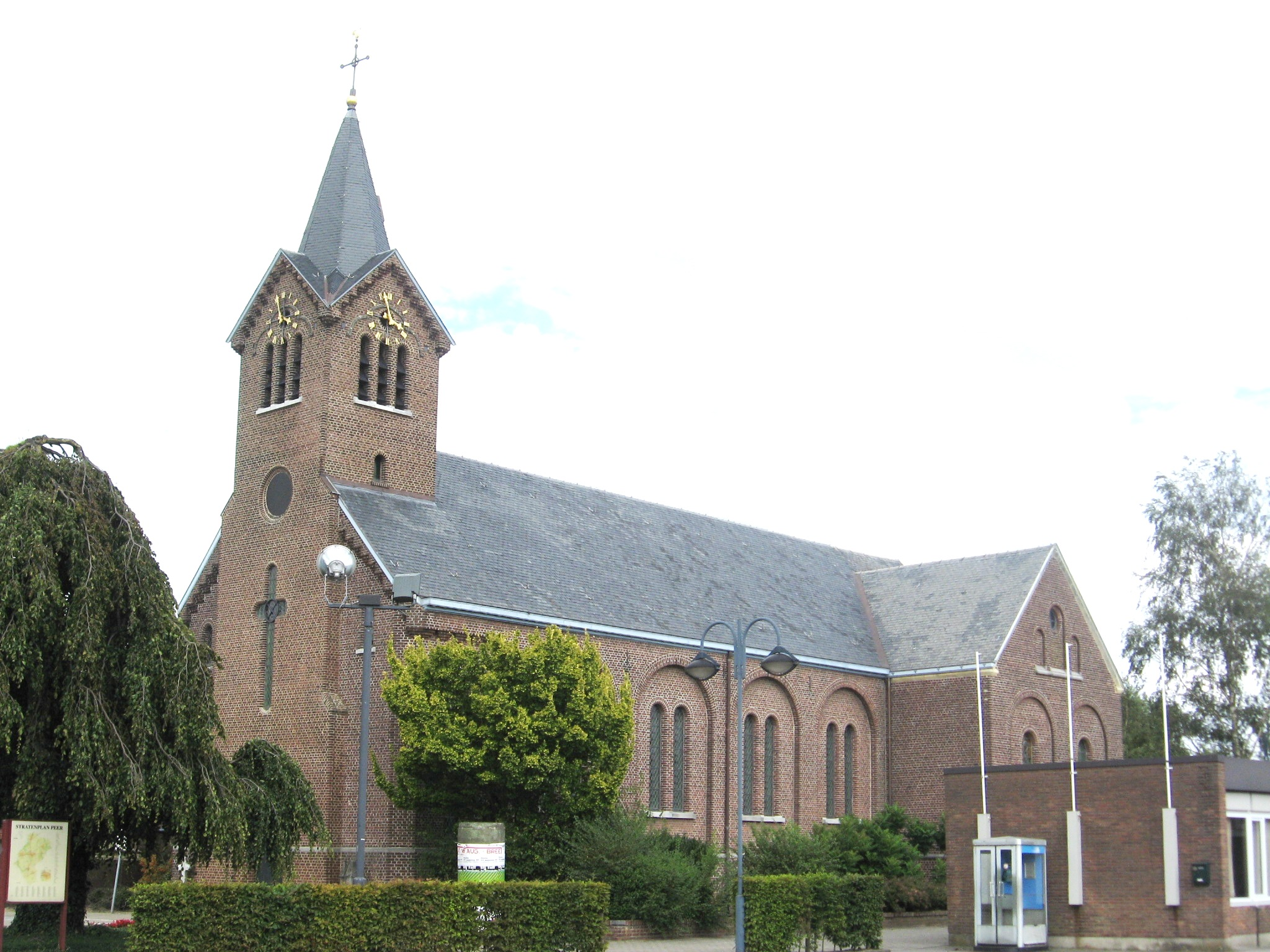
Onze-Lieve-Vrouw Onbevlekt Ontvangenkerk

Linde werd voor het eerst vermeld in 1634, en het is vernoemd naar lindebomen.

## Geschiedenis
Het gebied van Linde is al sedert lange tijd bewoond. Er zijn verschillende vondsten van artefacten uit het stenen tijdperk bekend,
In het document van 1634 was sprake van het oprichten van een schans. Reeds in 1651 was sprake van de Sint-Lambertusschutterij, maar pas in 1851 werd Linde een zelfstandige parochie, gewijd aan Onze-Lieve-Vrouw Onbevlekt Ontvangen. Van 1859-1868 trachtte Linde -tevergeefs- zelfstandigheid te verwerven ten opzichte van Peer. In 1966 splitste Wauberg zich af van Linde als een zelfstandige parochie.
Op 3 juli 1941 stortte te Linde een Engels vliegtuig neer.
Profvoetballer Siebe Schrijvers en ook componist Wim Mertens zijn hier opgegroeid.

## Bezienswaardigheden
- De Onze-Lieve-Vrouw Onbevlekt Ontvangenkerk
- De Sint-Donatuskapel

## Natuur en landschap
Bij Linde ontspringt de Bolisserbeek, een zijrivier van de Dommel. Linde ligt op de westflank van de vallei van de Dommel, die ten zuidoosten van Linde, in de buurt van Wauberg, ontspringt op het Kempens Plateau.

## Nabijgelegen kernen
Helchteren, Wauberg, Peer
Deelgemeenten: Grote-Brogel · Kleine-Brogel · Peer · Wijchmaal

Kerkdorpen: Erpekom · Linde · Wauberg

Belgische gemeenten · Arrondissement Maaseik · Limburg · Vlaanderen